# Съдружество (море)
Море Съдружество (на английски: Collaboration Sea) е периферно море в Индоокеанския сектор на Южния (Арктически) океан край бреговете на Източна Антарктида – Земя МакРобъртсън и Земя Принцеса Елизабета. Простира се между 54° и 87°и.д., а приблизителната му граница на север се прекарва по 65°ю.ш. Западната му граница с море Космонавти се прекарва от полуостров Вернадски на север по 54°и.д., а на изток границата с море Дейвис – от Западния шелфов ледник на север по 87°и.д. Дължина от изток на запад около 1650 km, ширина около 300 km, площ 258 хил.km2. В южните му части дълбочината му е под 500 m, а на север над 3000 m. На югоизток е големият залив Прюдс, на юг – заливът Маккензи, а на югозапад – заливът Едуард VІІІ. Голяма част от годината е покрито с дрейфуващи ледове. От бреговете му се отделят множество айсберги. През 1964 г. от шелфовия ледник Еймъри се откъсва огромен айсберг на протежение над 160 km и брега се отдръпва на 60 – 70 km на юг. 
На брега му се намират австралийските научни станции „Моусон“ и „Дейвис“. Името му е дадено през 1962 г. от участниците в поредната съветска антарктическа експедиция за да ознаменува съвместните изследователски дейности на експедициите от различни държави в Антарктика.